# Ruzsonyi Béla
Ruzsonyi Béla (Zirc, 1942. július 4. – 2021. szeptember 16.) magyar nagybőgős, egyetemi tanár.

## Életpályája
1956–1962 között a győri konzervatóriumban tanult Tárnai Antalnál. 1958–1961 között a Győri Szimfonikus Zenekarban játszott. 1962–1966 között a Liszt Ferenc Zeneművészeti Főiskola nagybőgő szakán folytatta tanulmányait Tibay Zoltán növendékeként. 1966-tól a Budapesti Filharmóniai Társaság Zenekara bőgőszólam vezetője volt. 1991–2007 között a Zeneakadémia tanára volt.
Temetése a Farkasréti temetőben történt.

## Díjai
- Oláh Gusztáv-emlékplakett (2001)[4]